# John Sessions
Pour les articles homonymes, voir Sessions.
John Gibb Marshall, né le 11 janvier 1953 à Largs (Écosse) et mort le 2 novembre 2020 à Londres, plus connu sous son nom de scène de John Sessions, est un humoriste et acteur britannique.

## Biographie
Ancien élève de l'Université du pays de Galles à Bangor, il a suivi des études d'art dramatique à la Royal Academy of Dramatic Art de Londres, dans la même promotion que Kenneth Branagh qui le dirige plus tard dans Henry V et Au beau milieu de l'hiver. Il a adopté son nom de scène, John Sessions, lors de son inscription à Equity, le syndicat des acteurs britanniques, pour éviter la confusion avec un homonyme. Il commence sa carrière par des monologues comiques dans de petits théâtres, avant de décrocher en 1982 son premier rôle au cinéma dans un film d'horreur, Rêves sanglants, suivi l'année suivante par un petit rôle dans Le Bounty. Il connaît ensuite le succès avec son one-man-show Napoleon. Il rejoint en 1986 l'émission satirique Spitting Image, où il imite la voix de plusieurs marionnettes et, en 1988, devient avec Stephen Fry un intervenant régulier dans le show Whose Line Is It Anyway?. Il assume plusieurs rôles dans le soap opera comique Stella Street qu'il a créé avec Phil Cornwell, et apparaît régulièrement dans le jeu télévisé QI, animé par Stephen Fry. Il apparait également dans la saison 8 de Doctor Who dans l'épisode La Momie de l'Orient-Express. John Sessions est mort le 2 novembre 2020 dans sa maison du sud de Londres à l'âge de 67 ans d'une crise cardiaque.
John Sessions a également pris part à des productions plus conventionnelles, parmi lesquelles la série Gormenghast, adaptée de la trilogie de Mervyn Peake.

## Filmographie partielle
- 1984 : Le Bounty de Roger Donaldson
- 1990 : Une femme parfaite (Sweet Revenge) de Charlotte Brändström
- 1994 : Princesse Caraboo de Michael Austin
- 1995 : Au beau milieu de l'hiver de Kenneth Branagh
- 1999 : Faeries de Gary Hurst (voix)
- 1999 : Le Songe d'une nuit d'été de Michael Hoffman
- 2002 : Gangs of New York de Martin Scorsese
- 2004 : Le Marchand de Venise de Michael Radford
- 2006 : Raisons d'État de Robert De Niro
- 2009 : Margaret de James Kent
- 2009 : Tolstoï, le dernier automne de Michael Hoffman
- 2010 : We Want Sex Equality de Nigel Cole
- 2011 : La Dame de fer de Phyllida Lloyd
- 2009 : The Domino Effect de Paula van der Oest
- 2014 : Doctor Who : Gus, saison 8 épisode 8 (La Momie de l'Orient-Express)
- 2015 : Mr. Holmes de Bill Condon : Mycroft Holmes
- 2016 : Le Procès du siècle de Mick Jackson : Professeur Richard Evans
- 2017 : La Passion van Gogh (Loving Vincent) de Dorota Kobiela et Hugh Welchman : père Tanguy
- 2018 : Meurtres au paradis : Hugh Davenport, saison 7 épisode 5 (On ne meurt que deux fois)
- 2019 : Intrigo : chère Agnès  (Intrigo: Dear Agnes) de Daniel Alfredson : Pumpermann
- 2020 : The Great : Bishop Tarcinkus, saison 1 épisode 4 (Moscow Mule)
- 2021 : Belfast de Kenneth Branagh : Joseph Tomelty as Marley